# Shejiná
Shejiná (en hebreo: שכינה Šekīnā, también transcrito: Shekhinah o Shekhina) es una palabra hebrea que significa 'morar o hacer presencia' y se refiere a la presencia divina. 
La Shejiná varía según los relatos del Tanaj, hasta que esta finalmente se aleja terminando la era de los profetas. Shejiná  no se encuentra en ninguna parte del Tanaj, esta aparece en la Mishná, el Talmud y el Midrash. En el cristianismo se suele relacionar con el Espíritu Santo .

## Nombres alternativos
- שכינה
- Shejina
- Shejiná
- Shekina
- Shekiná
- Shekinah
- Shekhina
- Shekhiná (pronunciado /shejiná/)
- Shechina (pronunciado /shejiná/)
- Shechinah (pronunciado /shejiná/)
- Schechinah (pronunciado /shejiná/).

## Etimología
El sustantivo shejiná se deriva del verbo shakán o shaján (שכן), que en el idioma hebreo bíblico significa literalmente ‘residir’, y es usado con frecuencia en la Biblia hebrea (el Tanaj, conocido en el cristianismo como Antiguo Testamento). En hebreo rabínico antiguo, la palabra se usa con frecuencia para referirse a los nidos y a la costumbre de las aves de habitar en ellos. De la misma manera, en el pensamiento judío clásico, la shejiná se refiere a la morada de la presencia divina, hasta el punto de que en la proximidad a la shejiná se percibe con mayor fuerza la comunión con Dios.
La palabra hebrea mishkán (el tabernáculo del templo, donde mora Dios) se deriva de la mencionada raíz shakán. También se usaba como la bendición del shabat (sábado) en el Templo de Jerusalén. Se cree que la palabra griega skene (‘habitar’) está relacionada con shejiná y shakán.